# 启东站
启东站，位于中华人民共和国江苏省南通市启东市汇龙镇冬藏村，是宁启铁路上的火车站，于2019年1月5日开通运营。启东火车站设计图包括站房、站前广场等区域，站房总建筑面积约8000平方米。站房设计方案融合了启东当地传统建筑元素。

## 歷史
2019年，车站启用。启用初期该站车次较少，每日仅有3对往返南通的客运列车。
2025年4月18日，由于启东客整所启用，启东站迎来了始发长途列车。Z29/30次列车，Z51/52次列车等原终到南通的长途列车均延长至启东站始发。

## 車站周邊
- 启东市城北客运站
- 万英村村委会

## 旅客列车目的地
| 车次             | 目的地     | 列车所属路局   |
| ---------------- | ---------- | -------------- |
| Z30、Z52         | 北京丰台   | 上海局集团     |
| K94              | 深圳东     | 上海局集团     |
| C422、C434、C438 | 南京       | 上海局集团     |
| K1984            | 吉林       | 沈阳局集团     |
| T142             | 郑州       | 郑州局集团     |
| Z364             | 乌鲁木齐南 | 乌鲁木齐局集团 |

## 外部連結
- 中国铁路客户服务中心（页面存档备份，存于）